# Ronda Norte de Córdoba
La Ronda Norte de Córdoba es una autovía urbana cordobesa que une la  CO-31  con los Barrios del Norte de Córdoba y la zona de El Brillante en menos de dos kilómetros.
El primer tramo de 2,4 kilómetros fue inaugurado el 17 de junio de 2021 por el alcalde José María Bellido acompañado con el presidente de la Gerencia de Urbanismo, Salvador Fuentes.
Los siguientes dos tramos esta en fase de proyecto por parte de la Junta de Andalucía. Se dividen en 2 fases, la primera fase se prevé unos 700 metros de la duplicación de la Avenida de la Arruzafilla y la segunda fase se prevé un nuevo túnel por debajo de la C/ Escultor Fernández Márquez.
Actualmente se está decidiendo cual será la empresa responsable de la construcción de la primera fase, en la que se invertirán 34,5 millones de euros.

## Tramos
| Denominación | Tramo                                               | km  | Año servicio / Estado (2025)                                    |
| ------------ | --------------------------------------------------- | --- | --------------------------------------------------------------- |
| Ronda Norte  | CO-31 - C/ Ingeniero Ruiz de Azúa                   | 2,4 | 2021                                                            |
|              | C/ Ingeniero Ruiz de Azúa - Gta. de Sta. Beatriz    | 1,7 | Estudio informativo aprobado (pendiente licitación de proyecto) |
|              | Gta. de Sta. Beatriz - Gta. Académica García Moreno | 0,7 | Proyecto licitado (pendiente adjudicación de proyecto)          |